# E.GO Life

Elbilen e.GO Life er en elektrisk drevet mikrobil produceret af e.GO Mobile AG i Aachen. Bilen e.GO Life kan siden den 18. maj forudbestilles.  De første biler leveres i slutningen af 2018. 

## Historie
Chefen for e.GO Mobile AG er Günther Schuh, som  var med til at grundlægge firmaet Streetscooter GmbH. Udviklingen af e.GO-modellerne finder sted på den tekniske højskole i Aachen, hvor Günther Schuh er professor i produktionssystematik. Bilen e.GO Life blev oprindelig planlagt som en elektrisk drevet knallertbil, i det videre forløb blev konceptet videreudviklet til en personbil under EU`s M1 normer. Bilens endelige design blev præsenteret i marts 2017 på computermessen CeBIT. Den  27 juli 2018 åbnede Günther Schuh et produktionsværk på et  tidligere Philips-område i Aachen. Planen er at i begyndelsen af 2019 skal 3.000 forudbestilte elbiler udleveres. Årsproduktionen er er planlagt til at være på 10.000 biler.

## Beskrivelse
Elbilen e.GO er beregnet til at være en bybil og bil nummer to. Bilen er baghjulstrukket, har fire sæder og vejer med batteri omkring 880 kg. Den billigste udgave sælges i Tyskland til en pris af 15.900 euro.  
- Instrumentbræt
- e.GO Life Concept Sport

## Teknik
Elbilen e.GO Life drives af vekselstrøm.  Bosch leverer elektromotor, batteri, styreenhed, ladeapparat og display. Servicen foretages af Bosch-Car-Service. 
|                           | e.GO Life 20           | e.GO Life 40           | e.GO Life 60           |
| ------------------------- | ---------------------- | ---------------------- | ---------------------- |
| Byggetidsrum:             | Planlagt fra juli 2018 | Planlagt fra juli 2018 | Planlagt fra juli 2018 |
| Type motor:               | Bosch elektromotor     | Bosch elektromotor     | Bosch elektromotor     |
| max. ydelse:              | 20 kW (27 hk)          | 40 kW (54 hk)          | 60 kW (82 hk)          |
| Acceleration, 0–50 km/h:  | 7,7 sek.               | 4,7 sek.               | 3,4 sek.               |
| Acceleration, 0–100 km/h: | 35,0 sek.              | 12,0 sek.              | 8,6 sek.               |
| Højeste hastihhed:        | 116 km/t               | 130 km/t               | 152 km/t               |
| Rækkevidde (bytrafik):    | 104 km                 | 124 km                 | 158 km                 |
| Batterikapacitet:         | 14,9 kWh               | 17,9 kWh               | 23,9 kWh               |